# Inmigración griega en Paraguay
La comunidad griega en Paraguay está compuesta por griegos y descendientes griegos, quienes a su vez integran las familias Zamphiropoulos, Dimitropoulos, Guefos,  Kapsalis, Iliou, Lomaquis, Vourliotis, entre otras.

## Historia
A fines del siglo XIX y principios del siglo XIX, en el puerto de Concepción se registró el ingreso de ciudadanos griegos y cretenses, junto con inmigrantes provenientes de los Balcanes (dálmatas, croatas, servios, albanos, kosovares, montenegrinos y macedonios).
Posteriormente, en los años 50, llegaron al Paraguay más familias, en la búsqueda de nuevos horizontes y oportunidades.
Familia Guefos
Demetrio llego a Paraguay en 1926, nacido en Larissa Grecia.

### La familia Lomaquis
Uno de los primeros griegos que llegaron al Paraguay fue Pericles Loumakis. 
Su arribo se produjo en el año 1868, cuando era un joven de 20 o 22 años de edad. Había viajando en un barco carguero por un par de meses, con otro joven amigo de apellido Calastra.
Ambos descendieron en el puerto de Asunción y se instalaron en San José de los Arroyos (compañía Mboity).
Desde entonces, la familia Loumakis, o Lomaquis, Lomaquiz, Lomakis, Lomaki, y otros que con el correr del tiempo modificaron la nomenclatura original; fueron irradiándose por todo el país, donde se estima que existe más de 500 personas con este apellido.

### La familia Dendia
También, una de las familias de más antiguas en Paraguay, Jorge (Georgos) Dendia, hijo de Nikolas Dendia y María Colomina Aninemyana, llegó a Paraguay en la segunda mitad del siglo XIX, con la inmigración proveniente de la República Oriental del Uruguay, asentándose en el Departamento del Guaira, en la Ciudad de Borja, donde contrajo nupcias en la Iglesia del Señor Crucificado de la Esperanza de Yacaguazu, con una paraguaya llamada Carmen Sánchez Duarte en el año 1875. –
En el año 1876, bautizaron en la misma Parroquia a su hijo Ramón Dolores Dendia. –
Ramón Dolores Dendia, contrajo nupcias en la misma localidad en el año 1916 con Dionisia Barrios, y tuvieron varios hijos, entre ellos Ramón Dolores Dendia Barrios nacido 1911 y bautizado al año 1913, también Rafael Dendia y Manuel Dendia nacido en el año 1917. –
Ramón Dolores Dendia Barrios, contrajo nupcias a la edad 25 años, con Dolores Aguayo en el año 1936, quienes han tenido seis hijos que hoy conforman las familias Dendia actuales, Sanabria Dendia, Dendia Antúnez, López Dendia, Dendia Miltos, Dendia Cabrera y Zehnder Dendia (radicada en la República de Argentina). -

## Actualidad
Hoy día, los heleno-paraguayos se dedican a las más variadas actividades productivas, ya que entre los mismos se encuentran profesionales, comerciantes, carpinteros, docentes universitarios, abogados, etc.
El 1° de agosto de 2015, se llevó a cabo la asamblea de conformación de la Comunidad Helénica del Paraguay, entidad encargada de nuclear tanto a los griegos como a sus residentes en territorio paraguayo.
Además de agrupar a los miembros de origen heleno, el objetivo de la comunidad es la difusión de la cultura milenaria griega: enseñanza del idioma, danzas, historia, arte, gastronomía, etc.

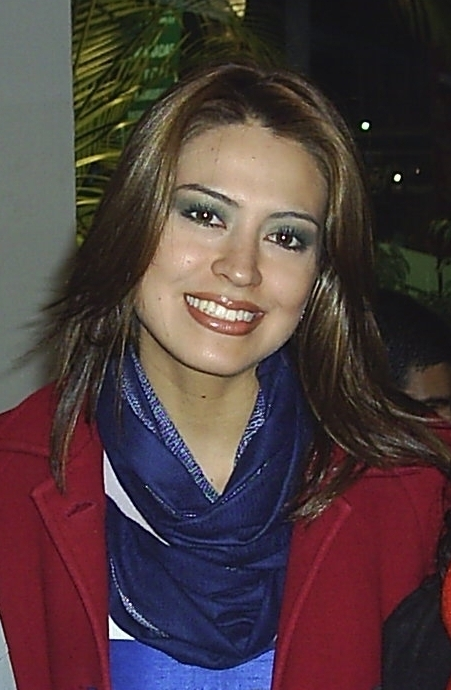
Yanina González.

## Personas destacadas
- Yanina González Jorgge: exmodelo y Miss Paraguay 2004. Su apellido materno originalmente era Georges.
- Gustavo Sachelaridi: futbolista.
- Pablo Vourliotis: clarinetista y director de orquesta.
- Ulises Zamphiropolos: empresario del sector gráfico.
- Rafael Dendia: Prof. Dr. en Derecho. Juez del Tribunal Electoral de la Capital Primera Sala 1995 - 1999. Ministro del Tribunal Superior de Justicia Electoral 1999 - 2008.
- Eder Acosta Santacruz: escritor, militar, historiador.